# Rye (Colorado)
Rye è un centro abitato (town) degli Stati Uniti d'America, situato nella contea di Pueblo dello Stato del Colorado. Nel censimento del 2000 la popolazione era di 202 abitanti.

## Geografia fisica
Secondo i rilevamenti dell'United States Census Bureau, Rye si estende su una superficie di 0,3 km².